# 賈弗里 (新罕布什爾州)
賈弗里（英語：Jaffrey）是一個位於美國新罕布什爾州切希爾縣的鎮。

## 人口
根據2020年美國人口普查的數據，賈弗里的面積為104.10平方千米，當中陸地面積為99.50平方千米，而水域面積為4.60平方千米。當地共有人口5320人，而人口密度為每平方千米51人。